# Iona-eilanden
De Iona-eilanden zijn een kleine, onbewoonde archipel in Newfoundland en Labrador, de oostelijkste provincie van Canada. De eilandengroep bevindt zich in Placentia Bay, vlak voor de zuidkust van het eiland Newfoundland. Twee van de elf eilanden waren tot in de jaren 1950 bewoond.

## Geografie
De archipel bevindt zich in het uiterste oosten van Placentia Bay, de grootste baai aan Newfoundlands zuidkust. De eilanden liggen gemiddeld op zo'n 3 à 4 km ten westen van het schiereiland Avalon. De groep ligt ruim 12 km ten oosten van het grote Red Island en bijna 10 km ten noorden van de zeehaven van Argentia.
Burke Island (0,74 km²), Merchant Island (0,64 km²) en Harbour Island (0,25 km²) zijn de grootste eilanden van de archipel. De groep bestaat voorts nog uit East Green Island, Graves Island, Gull Island, Hole In The Wall Island, King Island, Little Burke Island, Little Island en North Green Island. Daarnaast tellen de Iona-eilanden ook een groot aantal rotsen en klippen.

## Geschiedenis
Op Harbour Island en Burke Island bevond zich vermoedelijk al vanaf de vroege 18e eeuw een als één nederzetting beschouwde dorpsgemeenschap bevolkt door Ierse immigranten. Deze nederzetting stond bekend als Iona en kende zijn hoogtepunt in de 19e eeuw. In het kader van de Newfoundlandse hervestigingspolitiek verlieten de laatste inwoners beide eilanden midden de jaren 1950.

## Galerij

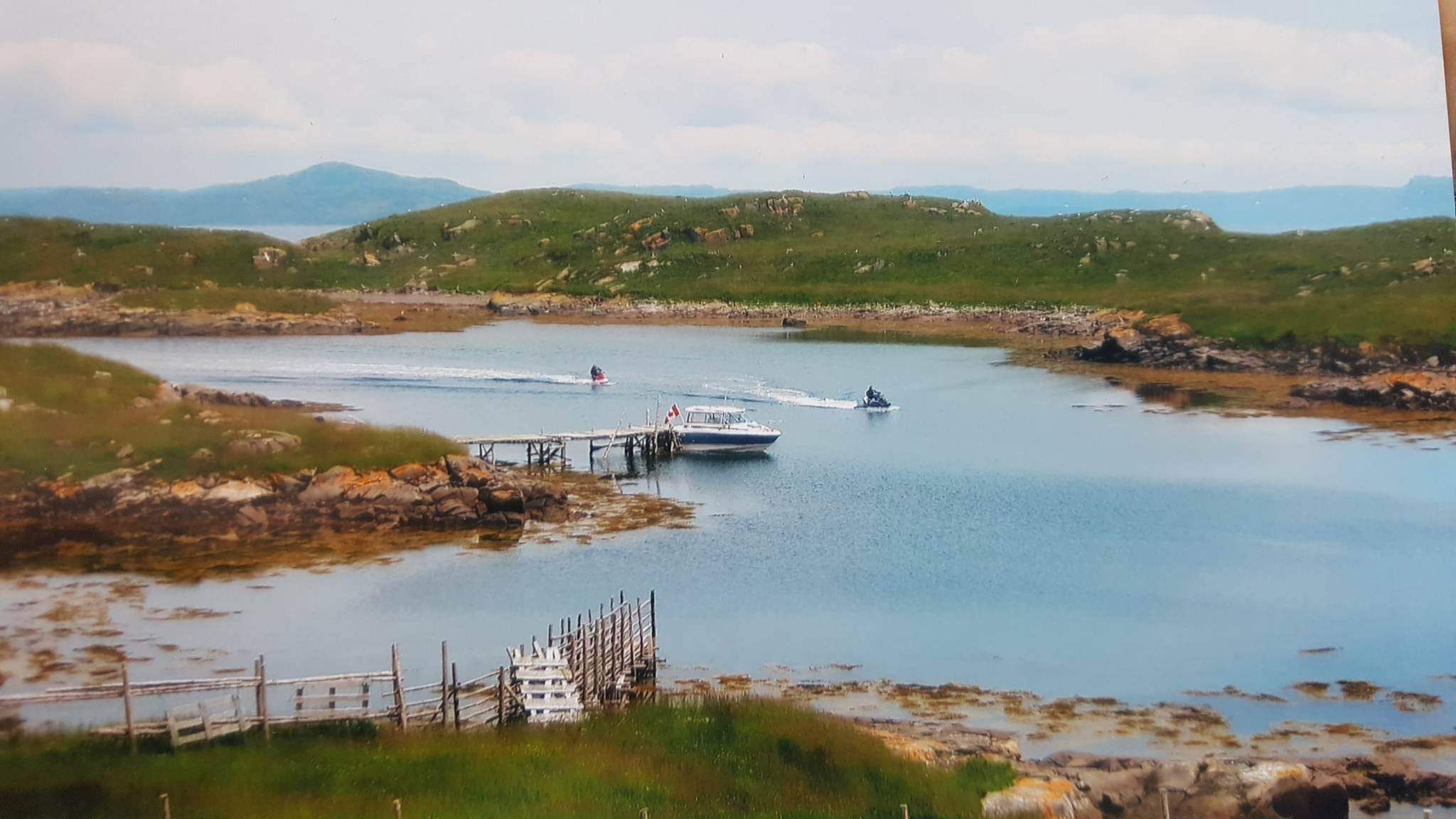
Zicht op de natuurlijke haven van Harbour Island uit 2012.
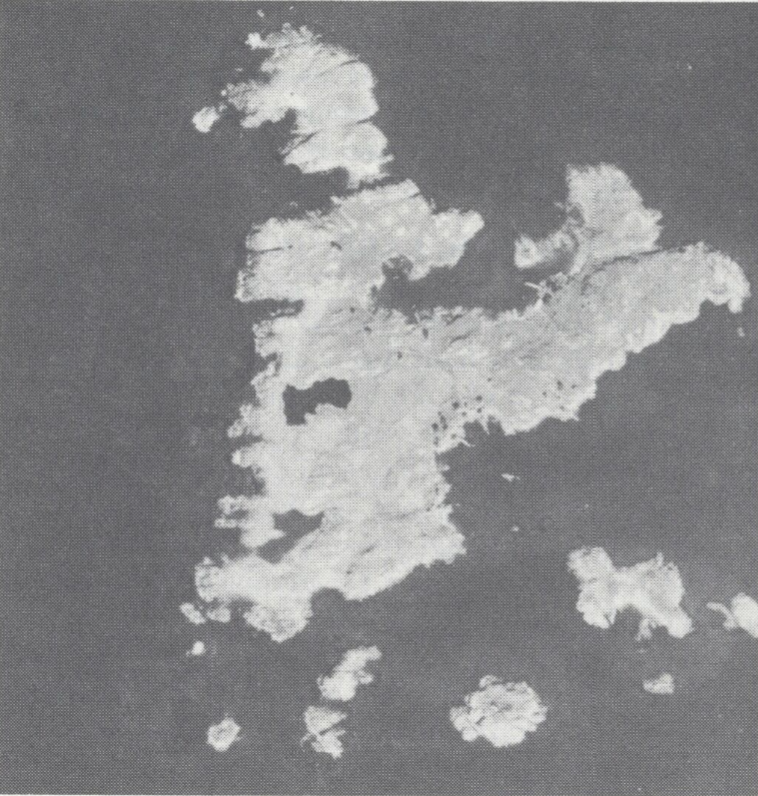
Luchtbeeld van Harbour Island uit de jaren 1940